# オクトパスファイヤーズ
株式会社オクトパスファイヤーズは、愛知県名古屋市中川区に本社を置くたこ焼きチェーン。東海地方では珍しいたこせんをいち早く取り入れたことで知られている。

## 概要
1999年（平成11年）12月に愛知県一宮市にて創業。その後法人化し本社を愛知県名古屋市中川区に置いているが、オクトパスファイヤーズ本店は現在でも一宮市に所在する。
主な業務は、たこやきやたこせんなどファーストフードの販売およびフランチャイズ展開。販売は実店舗での販売のほか移動販売車による販売も行っている。2011年（平成23年）現在の店舗数は直営店3店舗、FC店5店舗※ラーメン店含む、移動販売車4台。

## 沿革
- 1999年 - 愛知県一宮市に第一号店を開店。その後フランチャイズ展開を開始し、愛知県下を中心とした地元密着型の店舗展開を進めている。
- 2006年 - 法人化。
- 2009年 - 移動販売車（ケータリング）にも力を入れ各種イベント等への出店も行い愛知県内ではたこ焼きでの移動販売では最大手である。